# Plotejz
Plotejz (nebo Platejz) je historický měšťanský dům čp. 45 v ulici Hoffmeistrova v Rožmitále pod Třemšínem v okrese Příbram ve Středočeském kraji. Od roku 1965 je chráněn jako kulturní památka ČR.

## Historie
Drobný dům se nachází na severozápadním okraji urbanistického jádra města na hraně břehu Podzámeckého rybníka. Pochází z přelomu 18. a 19. století a bývala v něm hospoda zámecké chasy. Je jednou z mála historických staveb, které se zachovaly po požáru města v roce 1871.
Bydlel zde Tomáš Zíb, turistický průvodce na Třemšín a divadelní ochotník.
V roce 1968 koupil Plotejz pražský malíř Ota Jakl. Vybydlený dům opravil a poté užíval jako víkendovou chalupu. Po jeho smrti dům zdědil jeho vnuk, lékař Michal Vrablík.
Dům bývá často ztvárňován umělci a objevuje se na pohlednicích. Dům posloužil jako exteriér Rybovy školy v televizním filmu Noc pastýřů (1992). Do hospody Platejz také situoval R. R. Hofmeister část jedné ze svých povídek v knize Neznámá dramata.

## Popis
Dům má charakter lidového stavené vesnického rázu. Dispozice je atypická přesto charakteristická pro starou drobnou zástavbu v podhradí. Je nepravidelného lichoběžného půdorysu, který je v zadní části rozšířen výběhem kratičkého křidélka do tvaru deformovaného písmena L. Je pravděpodobné, že si dům zachoval původní dispozici vesnické hospody a jeho základy mohou být starší než dnešní stavba. Stavebním materiálem je asi převážně lomový kámen. Střechu pokrývá šindelová krytina.

## Galerie

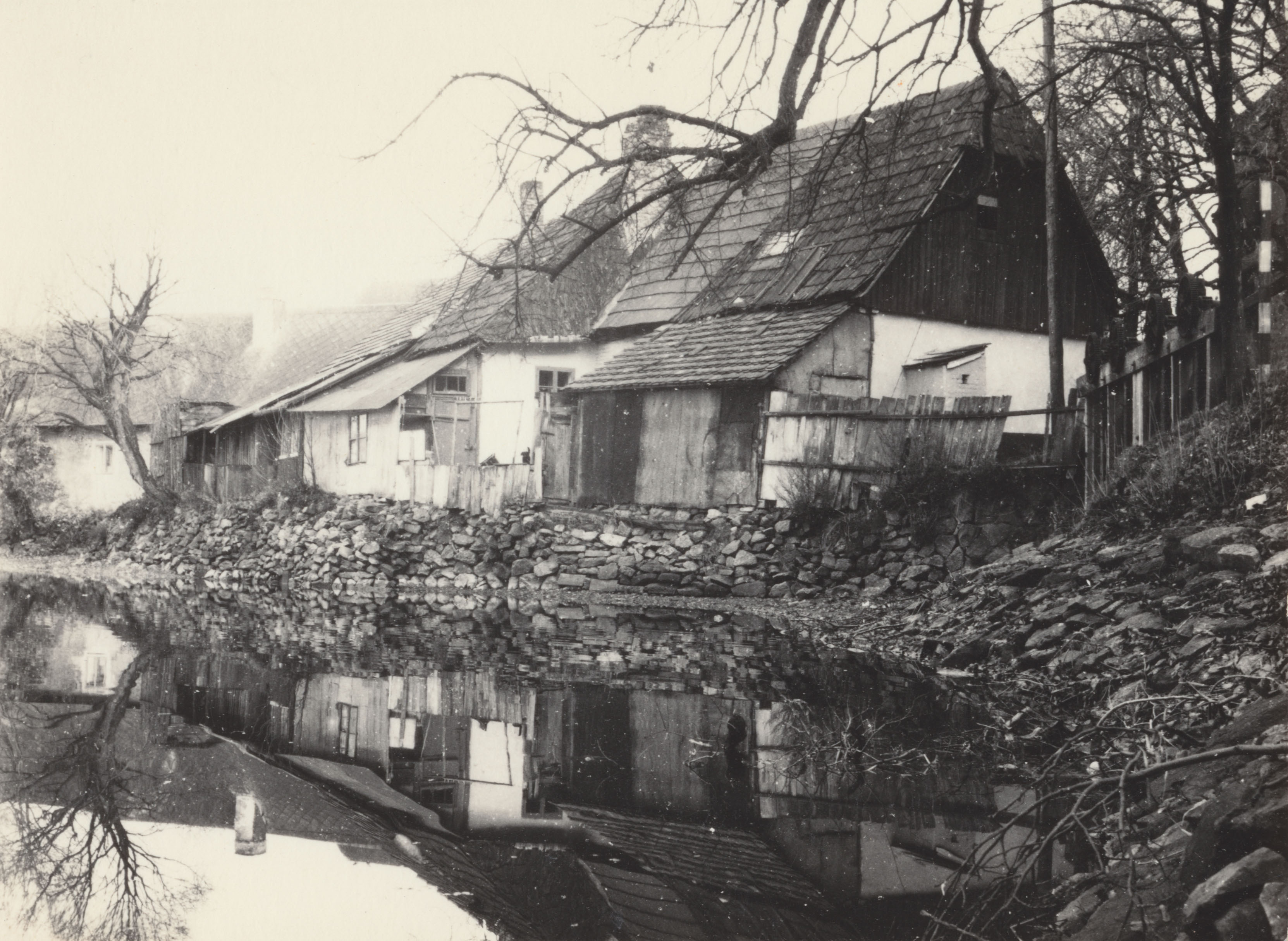
Plotejz kolem r. 1940
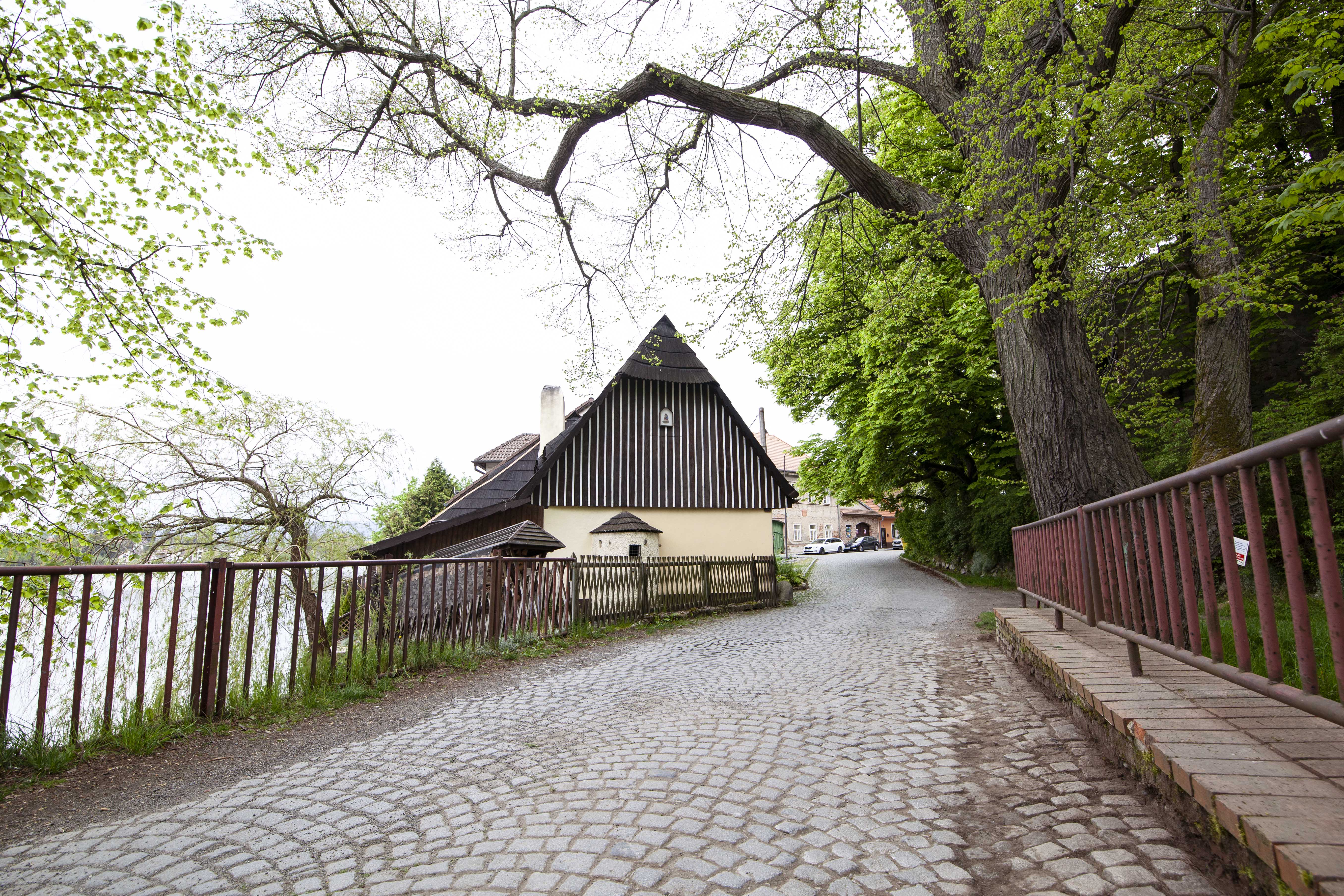
Plotejz (2023)
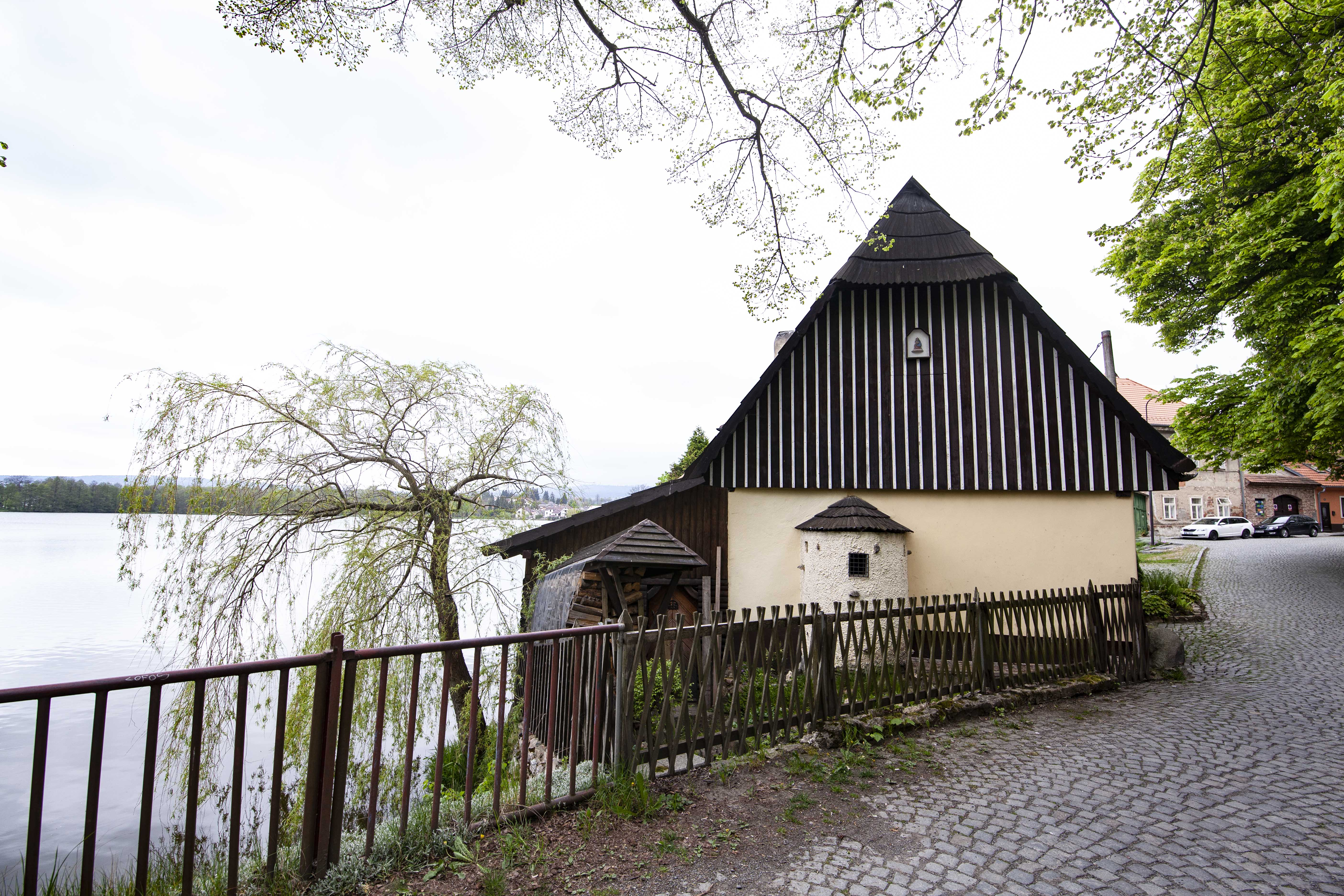
Plotejz (2023)
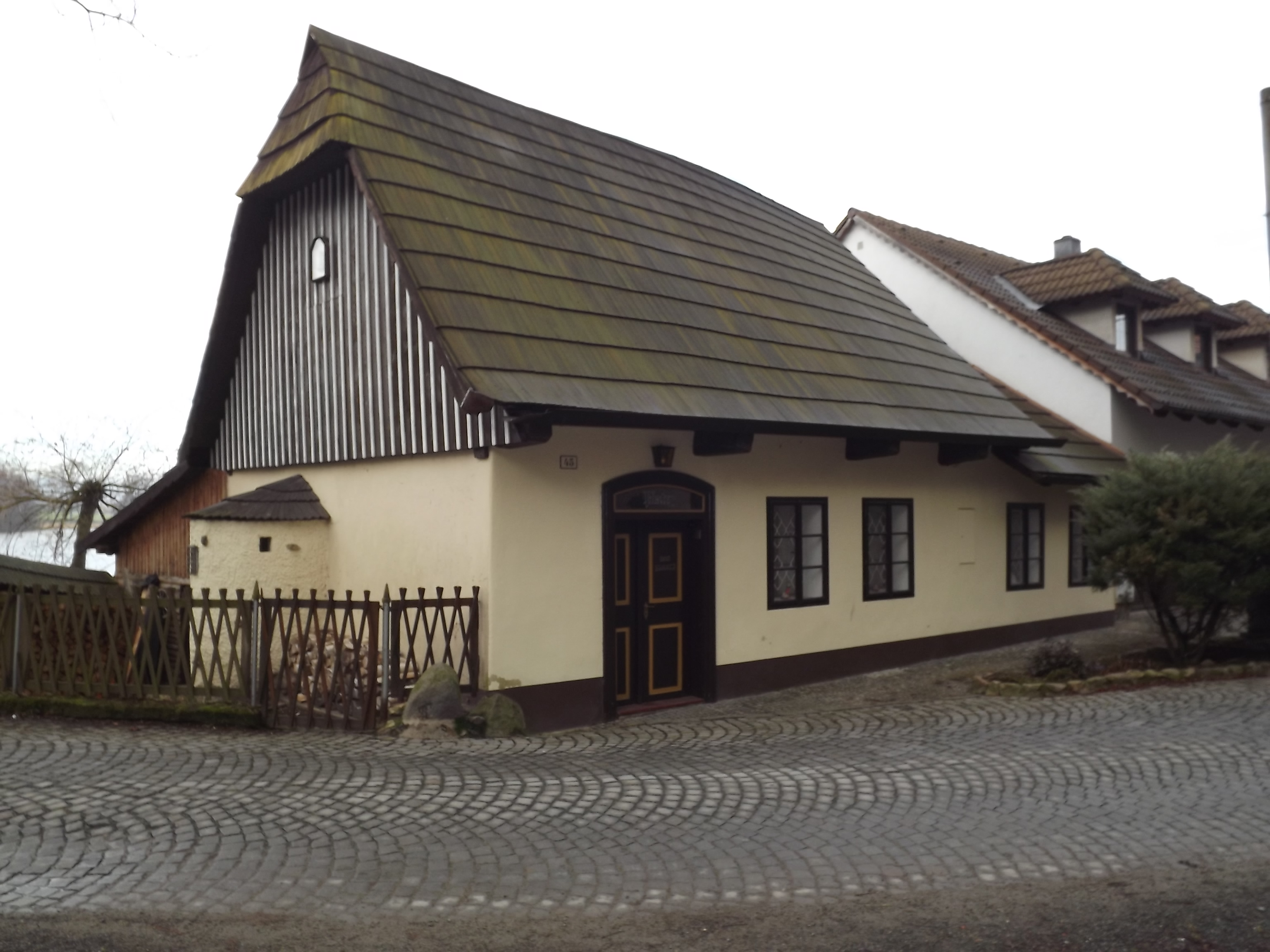
Plotejz (2023)
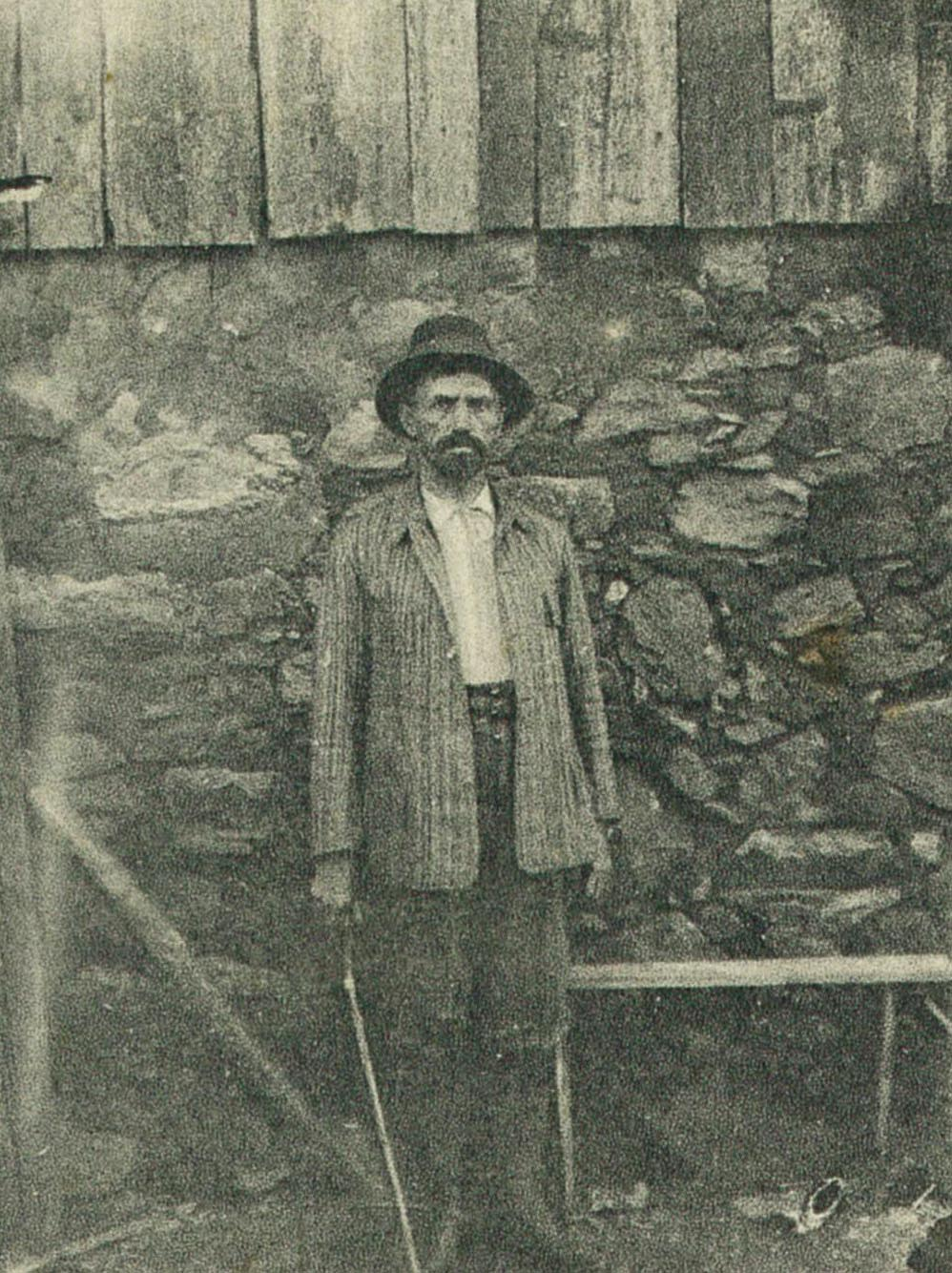
Obyvatel domu Tomáš Zíb. První horský průvodce, který vodil turisty na Třemšín (1910)